# Balconcitos
Balconcitos är en ort i Mexiko.   Den ligger i kommunen Güémez och delstaten Tamaulipas, i den centrala delen av landet, 500 km norr om huvudstaden Mexico City. Balconcitos ligger 219 meter över havet och antalet invånare är 774.
Terrängen runt Balconcitos är platt, och sluttar österut. Runt Balconcitos är det ganska tätbefolkat, med 60 invånare per kvadratkilometer. Närmaste större samhälle är Estación Santa Engracia, 0,52 km norr om Balconcitos. Omgivningarna runt Balconcitos är en mosaik av jordbruksmark och naturlig växtlighet.